# Berkeley in the Sixties
Berkeley in the Sixties er en amerikansk dokumentarfilm fra 1990 af Mark Kitchell.